# USS Kearsarge (CV-33)
Pour les autres navires du même nom, voir USS Kearsarge.
L’USS Kearsarge (CV-33) est un porte-avion de classe Essex de l'United States Navy.